# Dean Riesner
Dean Riesner est un scénariste américain né le 3 novembre 1918 à New York (États-Unis) et mort le 18 août 2002 à Encino (États-Unis). Il s'agit du fils de Charles Reisner. Il débute dans le cinéma à l'âge de cinq ans dans le film Le Pèlerin avec Charlie Chaplin. Et il jouera dans plusieurs films durant son enfance, toutefois, à l'âge adulte, il se convertit vers l'écriture.

## Filmographie

### Scénariste
- 1940 : Le Régiment des bagarreurs (The Fighting 69th) de William Keighley
- 1948 : Bill and Coo
- 1952 : Schlitz Playhouse of Stars (série télévisée)
- 1954 : The Joe Palooka Story (série télévisée)
- 1955 : So This Is Hollywood (série télévisée)
- 1955 : Cheyenne (série télévisée)
- 1956 : Playhouse 90 (série télévisée)
- 1956 : Ethel Barrymore Theater (série télévisée)
- 1956 : Conflict (série télévisée)
- 1957 : Monsieur et Madame détective (The Thin Man) (série télévisée)
- 1957 : The Restless Gun (série télévisée)
- 1957 : Sugarfoot (série télévisée)
- 1958 : Lawman (série télévisée)
- 1958 : Bronco (série télévisée)
- 1959 : The Texan (en) (série télévisée)
- 1959 : Colt .45 (en) (série télévisée)
- 1959 : The Many Loves of Dobie Gillis (série télévisée)
- 1960 : Bat Masterson (série télévisée)
- 1960 : Bourbon Street Beat (série télévisée)
- 1960 : Shotgun Slade (série télévisée)
- 1960 : Bonanza (série télévisée)
- 1960 : 77 Sunset Strip (série télévisée)
- 1960 : Surfside 6 (en) (série télévisée)
- 1961 : The Case of the Dangerous Robin (série télévisée)
- 1962 : G.E. True (série télévisée)
- 1963 : The Dakotas (série télévisée)
- 1963 : Au-delà du réel (série télévisée)
- 1963 : Rawhide (série télévisée)
- 1963 : Le Virginien (The Virginian) (série télévisée)
- 1964 : Slattery's People (série télévisée)
- 1964 : Ben Casey (série télévisée)
- 1964 : 12 O'Clock High (en) (série télévisée)
- 1965 : Bob Hope Presents the Chrysler Theatre (série télévisée)
- 1965 : The Long, Hot Summer (en) (série télévisée)
- 1967 : L'Homme de fer (série télévisée)
- 1968 : Lancer (série télévisée)
- 1968 : Coogan's Bluff
- 1971 : Play Misty for Me
- 1971 : Dirty Harry
- 1973 : High Plains Drifter
- 1973 : Charley Varrick
- 1976 : The Keegans de John Badham (téléfilm)
- 1976 : Rich Man, Poor Man (série télévisée)
- 1976 : L'inspecteur ne renonce jamais (The Enforcer)
- 1981 : The High Country
- 1981 : Das Boot
- 1983 : Blue Thunder
- 1983 : L'Arnaque 2 (The Sting II)
- 1983 : Le Retour de l'inspecteur Harry (Sudden Impact)
- 1984 : Starman de John Carpenter
- 1987 : Beauté fatale (Fatal Beauty) de Tom Holland

### Acteur
- 1921 : Peck's Bad Boy
- 1922 : A Ladies Man
- 1923 : The Pilgrim : Petit garçon
- 1923 : A Prince of a King : Gigi, le Prince
- 1935 : It's in the Air : Indien courageur
- 1936 : Everybody Dance de Charles Reisner
- 1948 : The Cobra Strikes : Detective Brody
- 1948 : Assigned to Danger : Docteur Michael Kelly
- 1950 : The Traveling Saleswoman (en) : Tom
- 1950 : Young Man with a Horn : Joe
- 1950 : Operation Haylift : Lieutenant Richter
- 1950 : Gunfire : Outlaw Mack
- 1953 : Mesa of Lost Women (en) : Aranya Henchman

## Distinctions
- 1976 : Emmy Award pour le meilleur scénario d'une série dramatique pour Rich Man, Por Man
- 1971 : Emmy Award pour le meilleur scénario adapté d'un film dramatique pour Vanished